# Aeroportul Mason County
Aeroportul Mason County (IATA: LDM, ICAO: KLDM, FAA LID: LDM) este un aeroport din Comitatul Mason, Michigan, Michigan, Statele Unite ale Americii. Aeroportul a fost tranzitat în 2019 de 32 de pasageri.
Situat la o altitudine de 197 m, aeroportul dispune de 2 piste.

## Infrastructură

### Piste
Aeroportul dispune de 2 piste. Pista 8/26 are suprafața de asfalt și dimensiunile 5.003 picioare × 75 picioare. Pista 01/19 are suprafața de asfalt și dimensiunile 3.503 picioare × 75 picioare. 